# Ktésziasz
Ktésziasz (ógörögül: Κτησίᾱς, latinul: Ctesias), (Knidosz, i. e. 5. század – Knidosz, i. e. 4. század) ókori görög történetíró.

## Élete
A kariai Knidoszban született, és Xenophón kortársa volt. Kr. e. 415-ben került a perzsa királyi udvarba jutott, ahol II. Artakhsaszjá perzsa király udvari orvosa lett. Ebben az állásában elkísérte a királyt az ifjabb Kurus elleni hadjáratába, és a kunaxai csata után ő gyógyította a király sérüléseit. Ettől kezdve az ügyes orvost a perzsa udvarban politikai ügyekbe is beavatták. A perzsa udvarban tizenhét évig élt. Kr. e. 398-ban követségbe küldték Spártába. Mivel távolléte alatt tanácsosai hatására a perzsa király megszakíttatta összeköttetéseit Spártávál, ezért Ktésziasz már nem ment vissza a perzsa birodalomba. Életének további alakulása nem ismert

## Persica
Ktésziasz neve íróként is fennmaradt az utókor számára. Egyik alkotása egy nagy, 23 könyvre terjedő történeti mű volt Persica címmel, új-ioniai nyelvjárásban. Ennek a műnek első hat könyvre terjedő része az Asszír- és a Méd Birodalom történetét tárgyalta, a többi pedig a perzsák történetét Kr. e. 398-ig. Hozzá függelékül a perzsák történetének rövid áttekintése és a királyok névsora szolgált. Egy könyvben külön fel volt jegyezte, hogy az alattvalók a nagy királynak mit fizettek adóban és egyéb szolgálatokban, amikor Ktésziasz az alattvalói helyzetben levő különböző nemzetiségeket is jellemezte. 
A Persicaból csak töredékek maradtak fenn Diodorus Siculus írásaiban. Ktésziasz művéhez az adatokat a perzsa király-könyvből, a perzsa udvari krónikából merítette, amelyhez hivatala miatt könnyen hozzá férhetett; ezen kívül helyzete olyan volt, hogy az udvari életet alaposan kiismerhette és Perzsia viszonyaiba mély pillantást vethetett. Előadásában erősen eltér Hérodotosztól, néhol bizonyíthatóan a történeti igazságtól is. Időszámítását pontatlannak tartják, ahogy a királynévsorával kapcsolatban is számos nehézség merül fel. Úgy vélik, történeti könyvében sok mesés elemet is használ, mindezekért némelyek szerint elveszett könyve alig lehetett több egy, hibás vagy önkényesen elcsavart adatokból és a merész képzelet szüleményeiből összetákolt történelmi regénynél.

## Indica
Ktésziasz írt egy másik könyvei, amely szintén elveszett. Az Indica Indiát mutatta be, mesés töredékeket őrzött meg belőle Xenophón, Diodorus Siculus, és Phótiosz.